# Jurij Końkow
Jurij Władimirowicz Końkow, ros. Юрий Владимирович Коньков (ur. 6 lipca 1958 w Akmolińsku, Kazachska SRR) – kazachski piłkarz pochodzenia rosyjskiego, grający na pozycji obrońcy, trener piłkarski.

## Kariera piłkarska

### Kariera klubowa
Wychowanek Szkoły Sportowej Dinamo Celinograd. W 1975 rozpoczął karierę piłkarską w miejscowej drużynie Celinnik Celinograd. W 1979 został zaproszony do Kajratu Ałmaty. Nie potrafił przebić się do podstawowego składu i w następnym roku przeszedł do Bołat Temyrtau. Sezon 1982 rozpoczął w składzie Spartaka Semipałatyńsk, a latem powrócił do Kajratu Ałmaty, w którym rozegrał 50 meczów. W latach 1984–1987 występował w Spartak Semipałatyńsk, a od 1989 do 1991 w Celinniku Celinograd, w którym zakończył karierę piłkarza w roku 1991. Jednak w latach 1993–1994 już jako trener klubów Dostyk Ałmaty i Aktiubiniec Aktobe również występował na boisku.

## Kariera trenerska
Po zakończeniu kariery piłkarza rozpoczął pracę szkoleniowca. W latach 1993–1995 pomagał Wachidu Masudowu trenować Dostyk Ałmaty, Aktiubiniec Aktobe i Jelimaj Semipałatyńsk. W 1997 dołączył do sztabu szkoleniowego SOPFK Kajrat Ałmaty, w którym pomagał trenować piłkarzy do 2000 roku. Potem pracował jako asystent trenera klubu FK Atyrau (2001–2002), Terek Grozny (2003). W 2004 roku został mianowany na stanowisko głównego trenera FK Taraz, którym kierował do 2005. W 2006 do 21 maja prowadził Energetik Pawłodar. W latach 2007–2008 ponownie pomagał trenować Kajrat Ałmaty, a od 2009 do 2010 – Żetysu Tałdykorgan. W 2011 stał na czele FK Astana-1964. W latach 2012–2015 z przerwą ponownie pracował jako asystent trenera FK Atyrau, a od 27 czerwca do końca 2012 obejmował stanowisko głównego trenera klubu.

## Sukcesy i odznaczenia

### Sukcesy piłkarskie
Celinnik Celinograd
- brązowy medalista strefy 2 Wtoroj ligi ZSRR: 1976, 1978

### Sukcesy trenerskie
Dostyk Ałmaty (jako asystent)
- zdobywca Pucharu Kazachstanu: 1993

Jelimaj Semipałatyńsk (jako asystent)
- mistrz Kazachstanu: 1995
- zdobywca Pucharu Kazachstanu: 1995
- zdobywca Superpucharu Kazachstanu: 1995

Kajrat Ałmaty (jako asystent)
- brązowy medalista Mistrzostw Kazachstanu: 1997, 1999
- zdobywca Pucharu Kazachstanu: 1997, 2000
- mistrz Kazachskiej Pierwszej Ligi: 1998

FK Atyrau (jako asystent)
- wicemistrz Kazachstanu: 2001, 2002

FK Taraz
- zdobywca Pucharu Kazachstanu: 2004